# 피트나
피트나(아랍어: فِتْنَة)는 내란, 반란 등을 의미하는 아랍어 단어이다. 꾸란에 나타나는 용어이며, 종교적인 뉘앙스가 부가되어 있다.

## 같이 보기
- 아랍의 겨울

## 참고 문헌
- Wehr, Hans (1976).  Cowan, J. Milton, 편집. 《A Dictionary of Modern Written Arabic》 3판. Spoken Language Services.